# Heligmonevra sula
Heligmonevra sula là một loài ruồi trong họ Asilidae. Heligmonevra sula được Oldroyd miêu tả năm 1972. Loài này phân bố ở miền Ấn Độ - Mã Lai.